# 15 Jahre
15 Jahre ist ein deutsch-österreichisch-luxemburgischer Spielfilm vom Regisseur Chris Kraus aus dem Jahr 2023 mit Hannah Herzsprung, Albrecht Schuch, Hassan Akkouch und Christian Friedel. Es handelt sich um die Fortsetzung des Gefängnisdramas Vier Minuten (2006).

## Handlung
Die hochbegabte Pianistin Jenny wird nach 15 Jahren Haft wegen eines Mordes, den sie nicht begangen hat, aus dem Gefängnis entlassen. Nach ihrer Entlassung sucht sie im christlichen Glauben Halt und findet heraus, dass aus ihrer Jugendliebe unter dem Künstlernamen Gimmiemore ein international gefeierter Star wurde. Er war damals verantwortlich für ihr Martyrium.
Ihr Bedürfnis nach Rache gefährdet ihre Beziehung zu einem syrischen Musiker und ihre Übereinkunft mit Gott. In einer Fernseh-Talentshow kommt es zu einer Wiederbegegnung mit ihrem früheren Geliebten und Peiniger.

## Produktion und Hintergrund
Die Dreharbeiten fanden  von Februar bis April 2022 in Deutschland, Österreich und Luxemburg statt. Drehorte waren unter anderem Wien, Berlin und Nürnberg.
Unterstützt wurde die Produktion vom Deutschen Filmförderfonds, von der Medienboard Berlin-Brandenburg GmbH, dem FilmFernsehFonds Bayern, der Filmförderungsanstalt, dem Bayerischen Bankenfonds, dem Film Fund Luxembourg, vom Österreichischen Filminstitut, von FISA Filmstandort Austria und dem Filmfonds Wien, beteiligt waren der Österreichische Rundfunk, SWR/SR und Arte.
Produziert wurde der Film von der Berliner Four Minutes Filmproduktion GmbH, der österreichischen Dor Film (Produzent Danny Krausz), der Luxemburger Samsa Film und der Münchner Senator Film Produktion GmbH (Produzent Ulf Israel), den Vertrieb übernahm Wild Bunch.
Die Kamera führte Daniela Knapp, die Musik schrieb Annette Focks, Singer-Songwriter Max Prosa steuerte deutschsprachige Songs bei. Die Montage verantwortete Uta Schmidt und das Casting Nina Haun. Den Ton gestalteten Carlo Thoss, Philipp Mosser und Reinhard Schweiger, das Kostümbild Gioia Raspé, das Szenenbild Silke Buhr und Iris Schilhab und die Maske Anna-Lisa Pritsch, Juliane Hübner, Sabine Schumann und Tatjana Luckdorf.

## Veröffentlichung
Der Film wurde am 19. September 2023 auf der Filmkunstmesse Leipzig vorgestellt. Am 24. Oktober 2023 wurde die Produktion als Eröffnungsfilm der Internationalen Hofer Filmtage gezeigt. Der deutsche Kinostart erfolgte am 11. Januar 2024, in Österreich kam der Film am darauffolgenden Tag in die Kinos.

## Rezeption
Oliver Armknecht vergab auf film-rezensionen.de acht von zehn Punkten. Der Film kombiniere ein tragisches Personenporträt mit Elementen eines Rachethrillers, Musik und satirischen Seitenhieben auf das Showgeschäft. Das Ergebnis sei ein Sammelsurium, das auch im Hinblick auf die Figuren sehr vielfältig sei. Auch wenn vielleicht nicht alles zusammenpasse, sei es doch sehr spannend.
Rüdiger Suchsland urteilte auf swr.de, dass man allein schon wegen Hannah Herzsprung, aber auch um ihrer Mitspieler wie um der sehr besonderen Filmmusik willen, den Film nicht versäumen solle. Das Werk sei eine Achterbahnfahrt der Gefühle und Szenen, die kraftvoll sei und emotional zwingend, gelegentlich tief, auch manchmal kitschig, aber immer unterhaltend.
Moritz Holfelder meinte auf br.de, dass Hannah Herzsprung wie in Vier Minuten wieder grandios spiele. Nur leider sei der Film um sie herum diesmal ein ziemliches Desaster. Als Film funktioniere 15 Jahre nie wirklich: zu grell, zu konstruiert, zu sehr auf emotionale und visuelle Effekte aus. Die Produktion sei ein Film, der nie zur Ruhe kommen will, keine Balance zwischen Tragödie und TV-Satire finde, der an seinem Ehrgeiz, noch toller zu sein als Vier Minuten, grandios scheitere. Nur die guten Schauspieler, allen voran Hannah Herzsprung, machten das halbwegs erträglich.
Michael Wurmitzer schrieb auf DerStandard.at, dass was da in über zwei Stunden geschieht, würde Jenny einerseits abschätzig Schmalz nennen. Andererseits kranke der Film am Mehr-ist-mehr-Bauplan: 15 Jahre versuche sich neben dem Porträt einer Schmerzensfrau auch als Medienschelte. Das ergebe mit dem bitter-süßen Ende eine maue, typisch deutsche Kinokomödie.
Anna Wollner bezeichnete den Film auf ndr.de als „mitunter überfrachtet, zu sehr gewollt und überladen“ und lobte ebenfalls die „überragende Leistung“ von Hannah Herzsprung, die in der Rolle als Jenny von Loeben über sich hinauswachse. Sie werde zu einer schauspielerischen Naturgewalt, für die allein es sich lohne ins Kino zu gehen.
Auch Julia Schafferhofer befand in der Kleinen Zeitung, dass sich Kraus leider nicht auf das furiose Spiel von Herzsprung verlasse, sondern zusätzlich noch eine kitschige Lovestory, eine tragische Krebsdiagnose, Vaterfreuden, ein Kriegsdrama sowie die Migrationsthematik in den Film propfe. Das hätte es nicht gebraucht und lenke nur von der spannenden Figur Jenny von Loeben und dem famosen Schauspiel von Herzsprung ab.

## Auszeichnungen und Nominierungen
- 2023: Deutsche Film- und Medienbewertung (FBW) – Prädikat „besonders wertvoll“[3][14]
- 2023: Kinofest Lünen: Auszeichnung mit dem Hauptpreis für den besten Film (Lüdia, Chris Kraus)[15]
- 2024: Bayerischer Filmpreis 2023 in der Kategorie Beste Darstellerin (Hannah Herzsprung)[16]
- 2024: Deutscher Filmpreis in der Kategorie Beste weibliche Nebenrolle (Adele Neuhauser), zwei weitere Nominierungen (Beste weibliche Hauptrolle – Hannah Herzsprung, Beste männliche Nebenrolle – Christian Friedel)
- 2024: Bambi-Verleihung: Nominierung in der Kategorie Schauspielerin national (Hannah Herzsprung)[17]